# Вавилов, Дмитрий Владимирович
Дмитрий Владимирович Вавилов (род. 2 февраля 1986, Тольятти, Куйбышевская область) — российский футболист, защитник марьиногорской «Виктории».

## Карьера
Воспитанник футбольного клуба «Лада-Тольятти». В 2005 году отправился в аренду в кировское «Динамо», где был одним из ключевых игроков. В 2007 году перебрался в уренский «Энергетик», который покинул в 2008 году и затем год находился без клуба. В 2009 году присоединился к казахстанскому клубу «Кызыл-Жар СК», вместе с которым выступал в Премьер Лиге. 
В 2010 году перешёл в клуб «Машук-КМВ». Дебютный матч сыграл 10 апреля 2010 года против клуба «Газпром Трансгаз». Дебютный гол за клуб забил 22 июля 2010 года в матче против новороссийского «Черноморца». Закрепился в клубе на 3 сезона, став одним из ключевых игроков. В регулярных чемпионатах за клуб провёл 91 матч, в которых отличился 7 голами. Затем также в 2013 году вернулся в «Лада-Тольятти». 
В период с 2014 по 2015 года выступал в любительском клубе «Сергиевск» из одноимённого города. В 2016 году подписал контракт с белорусским клубом «Сморгонь». Однако так и не выступал в клубе. Вскоре стал игроком любительского клуба «Юни Минск», за который выступал в период с 2016 по 2021 года. За этот период дважды выступал в клубе из Второй Лиги «Узде» в 2019 и 2021 годах. В начале 2022 года вместе с «Юни Минск» отправился выступать во Второй Лиге. Провёл за клуб всего 4 матча и стал выступать в любительском белорусском клубе «Сябар». В апреле 2023 года футболист присоединился к марьиногорской «Виктории».